# ۳-متوکسی-۴-هیدروکسی‌هیپوریک اسید
۳-متوکسی-۴-هیدروکسی‌هیپوریک اسید (به انگلیسی: 3-Methoxy-4-hydroxyhippuric acid) با فرمول شیمیایی C۱۰H۱۱NO۵ یک ترکیب شیمیایی است. که جرم مولی آن ۲۲۵٫۱۹ g/mol می‌باشد. 